# Lobelia dodiana
Lobelia dodiana är en klockväxtart som beskrevs av Franz Elfried Wimmer. Lobelia dodiana ingår i släktet lobelior, och familjen klockväxter. Inga underarter finns listade i Catalogue of Life.